# Кайзер, Карл Филипп
Карл Филипп Кайзер (нем. Kayser; 1773—1827) — немецкий учёный.
Профессор Гейдельбергского университета, известный не столько собственными трудами, сколько как человек, вокруг которого собирались известные писатели и филологи его времени: Крейцер, Мозер, Тик, Брентано и его жена, Арним, братья Буассере.
Кайзер оставил подробный дневник, в котором много ценных данных для истории Гейдельбергского университета и жизни в рейнском Пфальце. Опубликовал: «Philetae Coi fragmenta» (Diss., 1793), «Mureti institutio puerilis» (1807) и его же «Scripta collecta» (1809).